# Capvèrn
Capvèrn (en francès Capvern) és un municipi francès situat al departament dels Alts Pirineus i a la regió d'Occitània.

## Demografia
| 1962                                       | 1968 | 1975  | 1982 | 1990  | 1999  | 2007  |
| ------------------------------------------ | ---- | ----- | ---- | ----- | ----- | ----- |
| 763                                        | 938  | 1.027 | 932  | 1.025 | 1.074 | 1.291 |
| Des de 1962: població sense dobles comptes |      |       |      |       |       |       |

## Administració
| Període   | Identitat        | Partit |
| --------- | ---------------- | ------ |
| 1983-2008 | Gilbert Dastugue | PCF    |
| 2008-     | André Laran      | PCF    |

## Galeria d'imatges

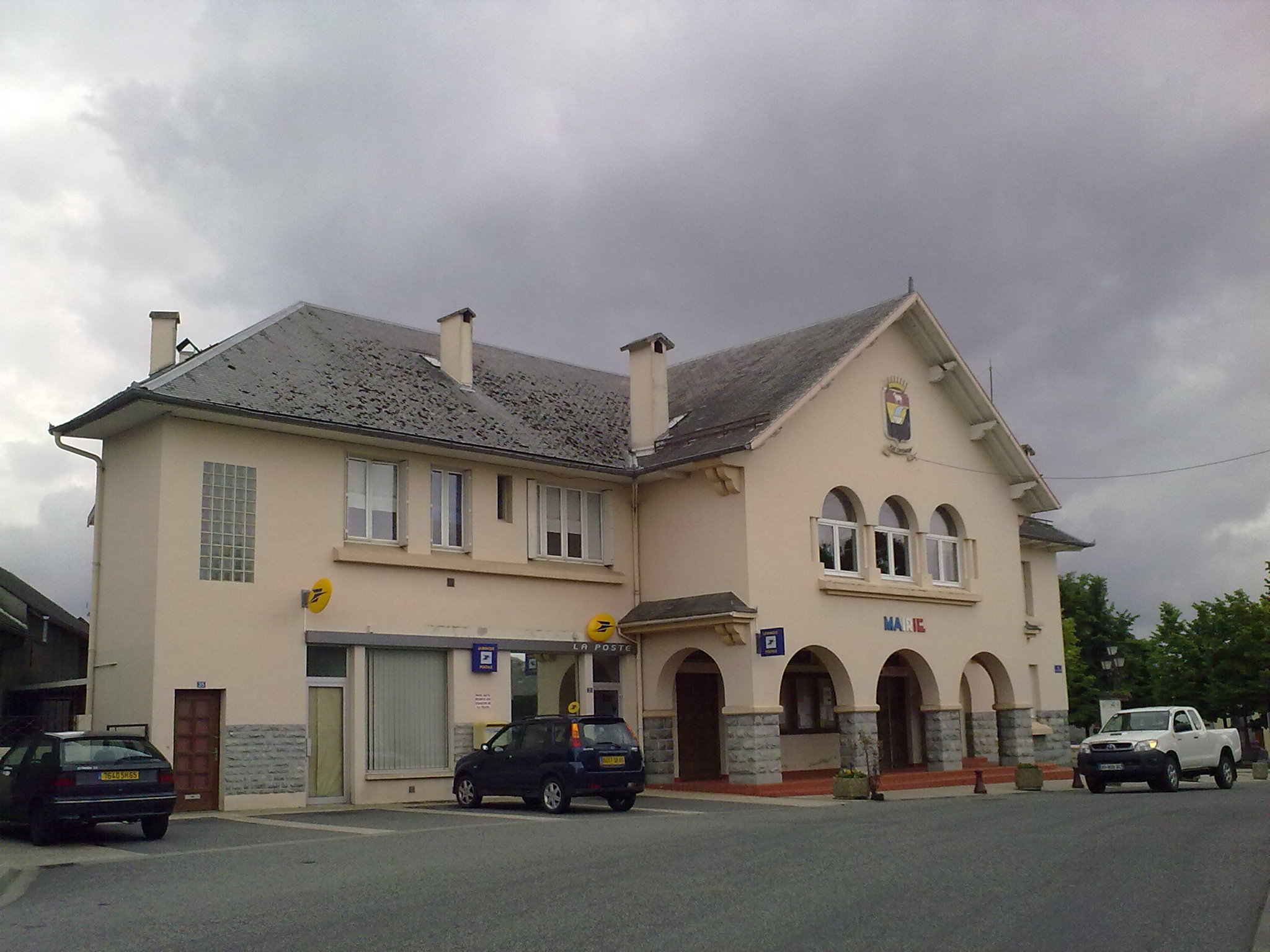
Alcaldia de Capvèrn.
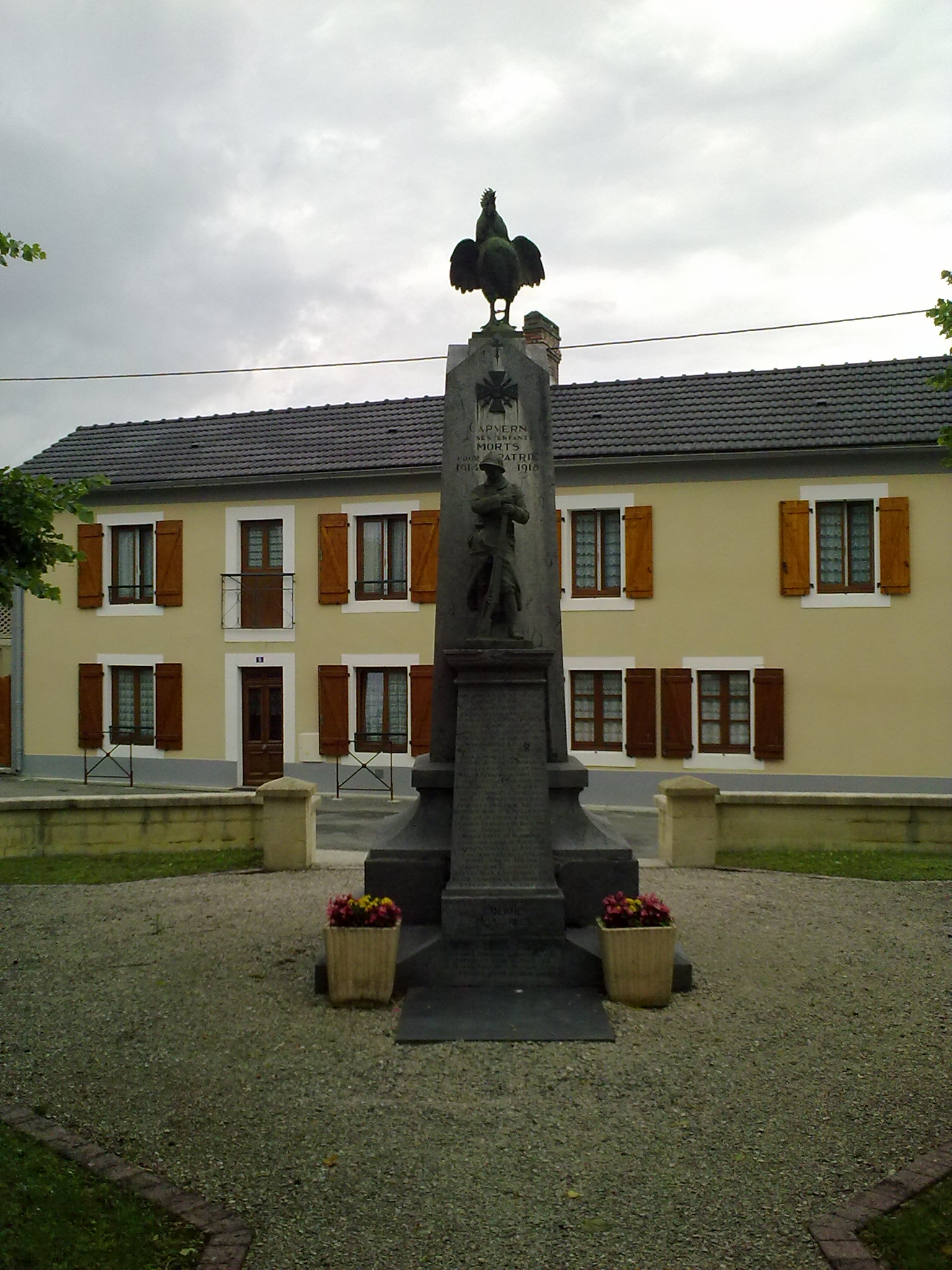
Monument als morts de Capvèrn.
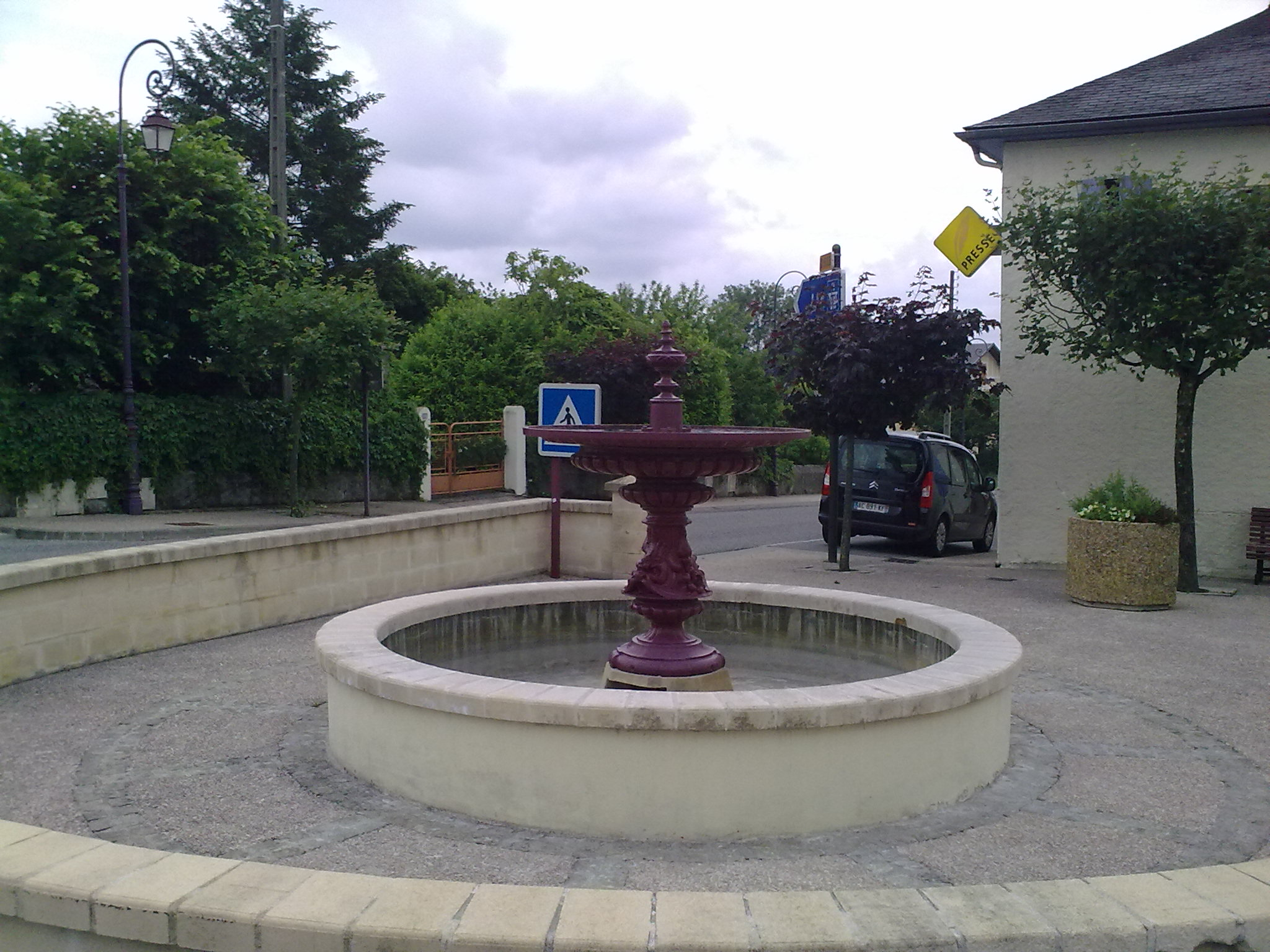
Plaça Ambroise Croizat de Capvèrn.